# Курутія білоброва

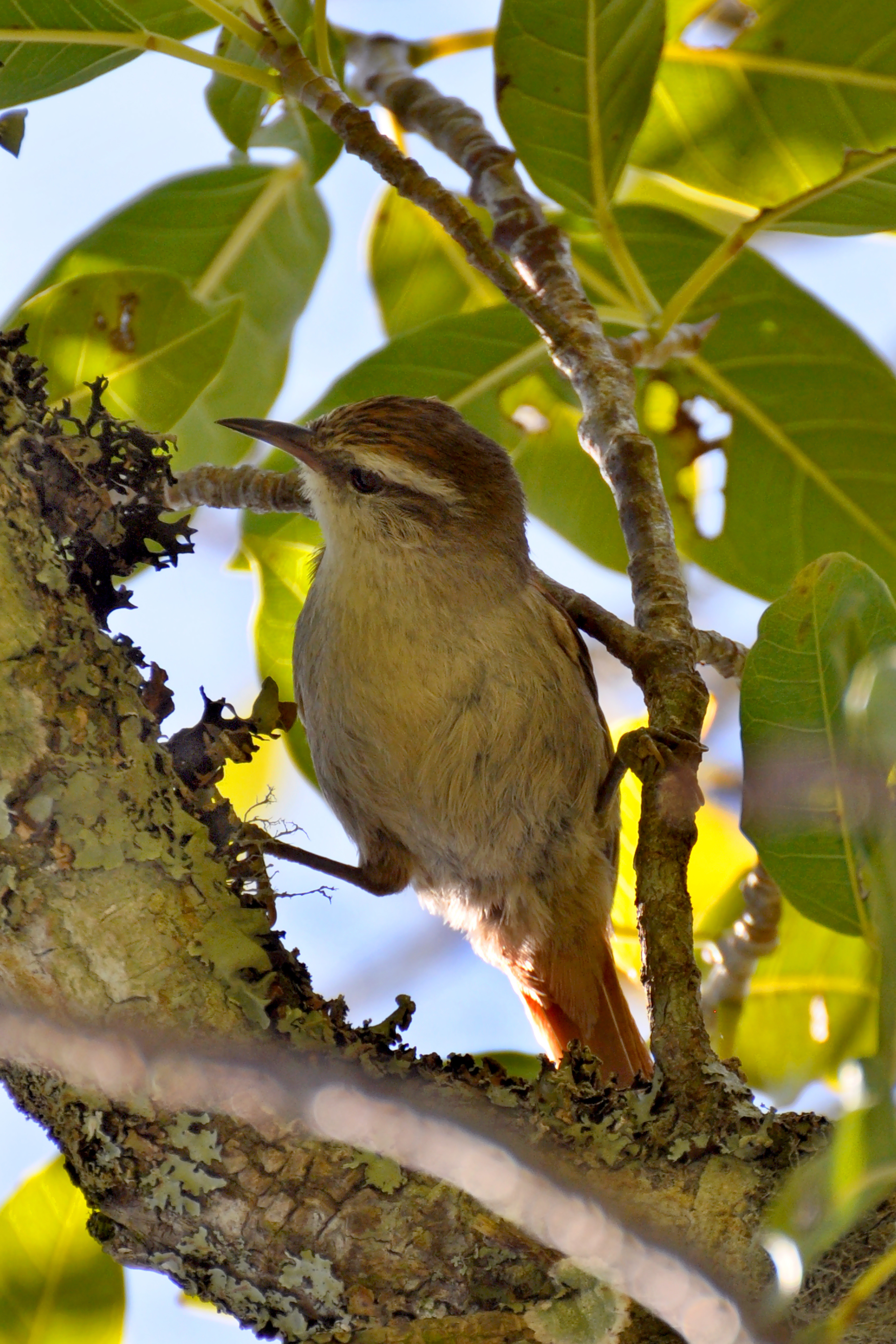
Білоброва курутія

Куру́тія білоброва (Cranioleuca pyrrhophia) — вид горобцеподібних птахів родини горнерових (Furnariidae). Мешкає в Південній Америці. Є сестринським видом по відношенню до блідої курутії та близьким родичем парагвайської курутії, з якою іноді гібридизується.

## Підвиди
Виділяють три підвиди:
- C. p. rufipennis (Sclater, PL & Salvin, 1879) — північ Болівійських Анд (Ла-Пас, північно-західна Кочабамба);
- C. p. striaticeps (d'Orbigny & Lafresnaye, 1837) — Анди в центральній і південній Болівії (центральна Кочабамба, захід Санта-Крусу, Чукісака, Тариха);
- C. p. pyrrhophia (Vieillot, 1818) — південна Болівія (рівнини Санта-Крусу і Тарихи), західний Парагвай, північно-східна і центральна Аргентина (на південь до Ріо-Негро і Буенос-Айреса), крайній південь Бразилії (південь штату Ріу-Гранді-ду-Сул) і Уругвай.

## Поширення і екологія
Білоброві курутії мешкають в Болівії, Аргентині, Парагваї, Уругваї і Бразилії. Вони живуть в сухих і вологих рівнинних тропічних лісах і чагарникових заростях та у високогірних чагарникових заростях. Зустрічаються на висоті до 3100 м над рівнем моря.